# Assemblée générale du Tennessee

Drapeau de l'Assemblée générale du Tennessee.

Pour les articles homonymes, voir Assemblée générale (homonymie).

L'Assemblée générale du Tennessee (en anglais Tennessee General Assembly) est l'organe législatif du gouvernement du Tennessee. Parlement bicaméral, l'Assemblée générale est composée de la Chambre des représentants du Tennessee (99 membres élus pour deux ans) et du Sénat du Tennessee (33 membres élus pour quatre ans).

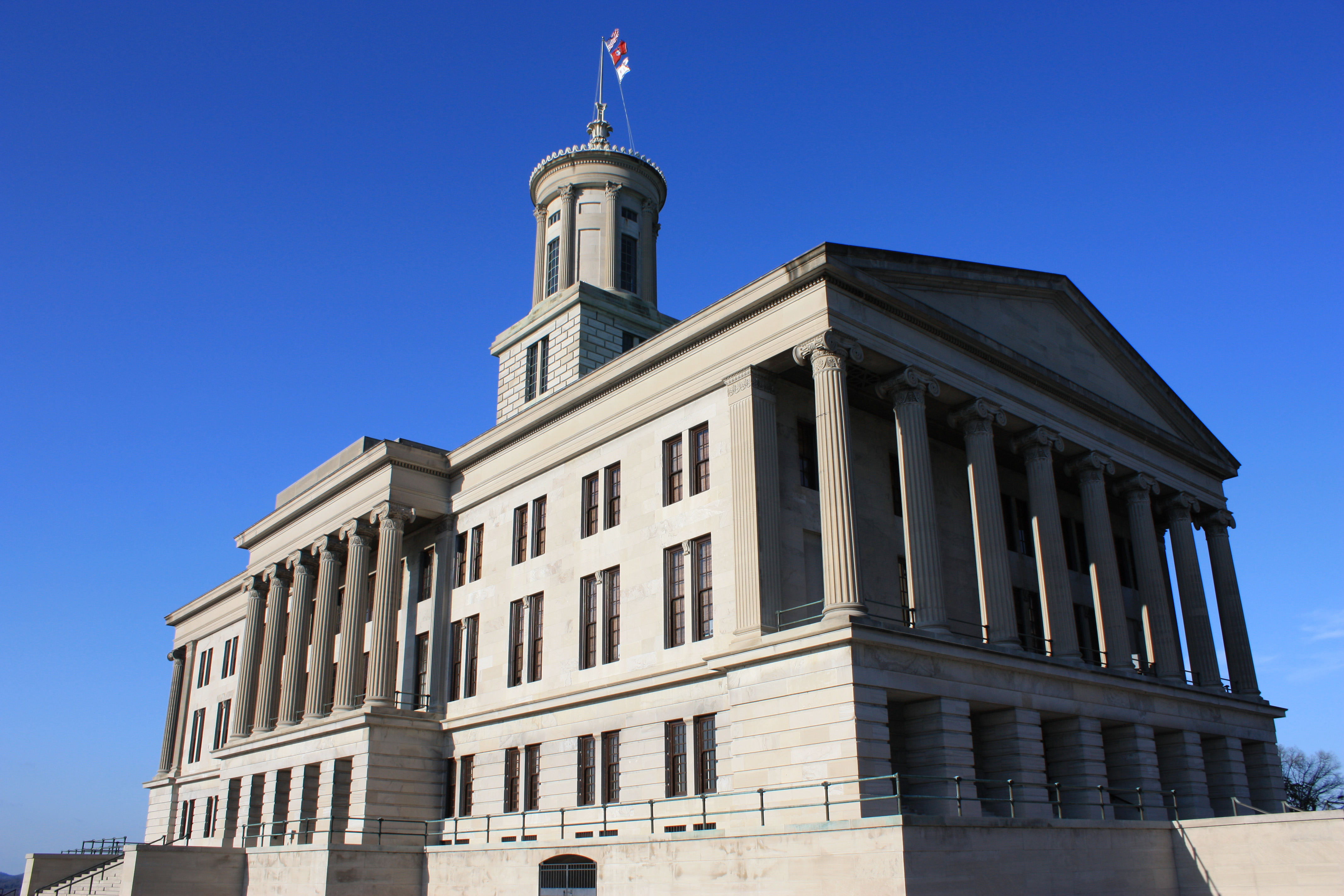
Le siège de la législature.

L'Assemblée générale se réunit dans le capitole du Tennessee à Nashville à partir du deuxième mardi de janvier, l'année suivant son élection. Les sessions durent 90 jours pour chaque « assemblée générale » de deux ans. De manière générale, les sessions se déroulent de la mi-janvier à la fin du mois d'avril chaque année.
Le Parti républicain prend le contrôle du Sénat en 2000 puis de la Chambre des représentants en 2008. En 2012, le parti conquiert pour la première fois de son histoire une majorité qualifiée (en anglais : supermajority) dans les deux chambres,. Lors de la 113e assemblée générale (2023-2025), le Sénat est composé de 27 républicains contre 6 démocrates et la Chambre de 75 républicains contre 24 démocrates.